# Сестричка (фільм, 2007)
«Сестричка» — фільм 2007 року.

## Зміст
Микита з дуже багатої родини. Батько не дає йому можливості обрати собі наречену, він вже сам знайшов для сина підходящу партію. Однак Микиті це не подобається. Починаються сварки. Раптово у їхній родині з'являється дівчина, донька батька від іншої жінки. Пристрасті розпалюються, а Микита і нова сестричка об'єднують сили заради своїх інтересів. Чи вдасться їм досягти своїх цілей?